# Terry Carlbom
Terry Carlbom (födelsenamn Philip Edward Terence Carlbom), född 22 december 1936 i Fulstow, Lincolnshire i England, är en svensk statsvetare.
Terry Carlbom inflyttade till Sverige 1945, och studerade senare vid Uppsala universitet, där han blev filosofie kandidat 1962, filosofie licentiat 1966, samt filosofie doktor 1970. Han var universitetslektor vid Statsvetenskapliga institutionen vid Uppsala univetsitet 1970–1998.
Han har varit aktiv inom Folkpartiet, och var Uppsala kommunfullmäktiges ordförande 1985–1988 samt 1991–1994. När Knivsta kommun blev en självständig kommun, blev han ordförande i dess kommunfullmäktige 2002–2010. 
Carlbom var 1979–1983 kulturattaché vid Sveriges ambassad i London.
Han har vidare varit aktiv i internationella PEN, bland annat som generalsekreterare 1998–2004, samt i Svenska Amnesty.
Han var 1961–1962 förste kurator, sedan 1974 är han hedersledamot, och sedan 1993 proinspektor vid Stockholms nation i Uppsala.
Terry Carlbom är son till skeppsmäklaren Edward Carlbom och Peggy Carlbom (född Poignant). Han är gift med Marianne (född Ohlsén) och har två barn.